# Aprilia Tuareg 660
Die Aprilia Tuareg 660 ist eine Mittelklasse-Reiseenduro des italienischen Motorradherstellers Aprilia.
Sie wurde Anfang November 2021 auf der Motorradmesse EICMA in Mailand vorgestellt. Die Höchstgeschwindigkeit beträgt 190 km/h.

## Motor
Die Reiseenduro Tuareg ist Aprilias drittes Modell der 660er-Zweizylinderbaureihe. Die Höchstleistung von 59 kW (80 PS) bei 9250/min ist kleiner als die der straßensportlichen Modelle RS 660 und Tuono 660, die 70 kW (95 PS) hat, dafür ist der Verlauf des maximalen Drehmoments flacher. Das Drehmomentmaximum des Motors von 70 Nm liegt bei 6500/min an; bei 3000/min erreicht er 53 Nm und eine Leistung von 15,4 kW. Auf Wunsch ist das Motorrad mit einem Motor mit 35 kW (48 PS) zu haben, dann kann es auch mit einem Führerschein der Klasse A2 gefahren werden.

## Rahmen und Fahrwerk
Der Rahmen ist aus Stahlrohr, der Motor ist darin an sechs Punkten fixiert.
Die verstellbare USD-Gabel und das ebenfalls voll einstellbare Zentralfederbein bieten 240 mm Federweg. Fahrfertig wiegt das Motorrad ca. 205 kg, die zulässige Gesamtmasse ist 414 kg, der Tank fasst 18 l.